# BVG-Typenschlüssel
Am 13. Dezember 1920 schlossen sich die Große Berliner Straßenbahn, die Berliner Elektrischen Straßenbahnen (BESTAG) sowie die Straßenbahnen der Stadt Berlin (SSB) zur Berliner Straßenbahn zusammen. Diese ging am 1. Januar 1929 in den Berliner Verkehrsbetrieben (BVG) auf. Da die einzelnen Straßenbahn-Wagentypen der Vorgängergesellschaften, aber auch der zwischenzeitlich beschaffte Fuhrpark unterschiedlich geführt wurde, führte die BVG 1934 einen Typenschlüssel zur Kennzeichnung der einzelnen Trieb- und Beiwagen ein. Der Schlüssel gibt dabei im Wesentlichen Auskunft über die Art des Fahrzeugs und das Bau- und gegebenenfalls Umbaujahr.

## Typenschlüssel
Dieser setzt sich aus Buchstaben und Zahlen zusammen. Der erste Buchstabe gibt an, ob es sich um einen Triebwagen (T) oder Beiwagen (B) handelt. Anschließend konnten ein oder zwei Buchstaben folgen, um die Art zu präzisieren. Folgende Buchstaben wurden verwendet:
- D – Drehgestellwagen
- F – Fahrgestellwagen
- M – Mitteleinstiegswagen
- S – Wagen der SSB
- G – Gelenkwagen
- E – Einrichtungswagen
- Z – Zweirichtungswagen (nur bei den TZ 69 angewandt)
- O – offene Einstiegsplattform

Nachfolgend wurde verkürzt das Entwicklungsjahr oder das erste Baujahr genannt. Umbaujahre wurden durch einen Schrägstrich getrennt angegeben. Nachfolgend konnte ein Hinweis auf Umbauwagen (U) oder Sonderbauart (S) gegeben werden.
Der Schlüssel wurde bereits zum damaligen Zeitpunkt nicht einheitlich angewandt. Die vorhandenen Maximum-Triebwagen wurden zunächst als TD (spätere TD 07/25), TDS (spätere TDS 08/24) und TDO bezeichnet. Die Wagen der vorher als Bauart 1927 bezeichneten Schützenwagen wurden dagegen als TM 33, TM 34 und TM 36 bezeichnet, ohne Hinweis auf das Erstbaujahr. Umbauwagen wurden entweder mit dem Umbaujahr gekennzeichnet oder aber mit dem nachgestellten U versehen, wobei das nachgestellte U größtenteils für De-facto-Neubauten verwendet wurde.
Beispiel:
- T 24: Triebwagen, Baujahr 1924
- TF 13/25: Fahrgestell-Triebwagen, Baujahr 1913, Umbaujahr 1925
- TM 31 US: Mitteleinstiegstriebwagen, Baujahr 1931, Umbauwagen, Sonderbauart

Nach der Trennung der BVG wurde der Schlüssel auf beiden Seiten weiterverwendet. Die BVG-West wich in einem Fall von der üblichen Form ab, indem sie ihre zu Lenkdreiachsern umgebauten Maximum-Triebwagen als Typ T 3 F 50 bezeichnete.
Obwohl die Berliner Verkehrsbetriebe mit der Beschaffung der Tatra-Wagen vom Typ KT4D vom Typenschlüssel absah und diese Fahrzeuge mit der Herstellerbezeichnung übernahm, wird er heute in leicht modifizierter Form für die vorhandenen Niederflur-Fahrzeuge angewandt. Die Wagen werden mit GT (für Gelenkwagen), anschließend der Anzahl der Achsen und danach durch einen Bindestrich getrennt mit dem Erstbaujahr versehen.
Beispiel:
- GT6-94 für die ersten ausgelieferten Fahrzeuge der Serie GTxN/M/S
- GT8-08 für den siebenteiligen Flexity Berlin